# 도미니크 던

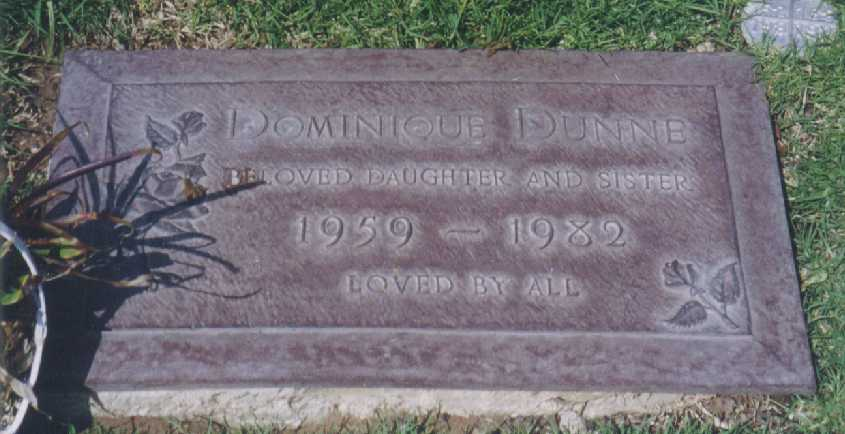

도미니크 던(Dominique Dunne, 1959년 11월 23일 ~ 1982년 11월 4일)는 미국의 텔레비전 배우, 영화배우, 연극 배우이다.
샌타모니카에서 태어났으며 로스앤젤레스에서 사망하였다.

## 영화
- 브이 - 5부작 미니시리즈 (1983년) - 로빈 맥스웰 - 편집 삭제 역
- 더 샤도우 라이더스 (1982년)
- 폴터가이스트 (1982년) - 다나 프리링 역
- 더 데이 더 러빙 스탑드 (1981년)